# Nike-literatuurprijs
De Nike-literatuurprijs (Pools: Nagroda Literacka NIKE) is een jaarlijks verleende Poolse literatuurprijs, die tot de belangrijkste literaire onderscheidingen van het land wordt gerekend.

## Beschrijving

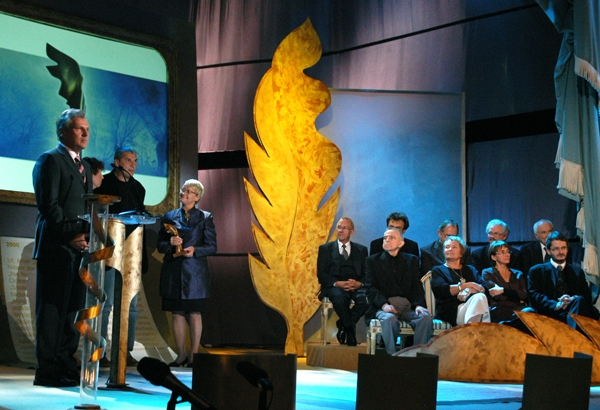
De uitreiking van de Nike-literatuurprijs 2005 door de toenmalige Poolse president Aleksander Kwaśniewski

De Nike-literatuurprijs werd in 1997 ingesteld door de grootste Poolse krant Gazeta Wyborcza en het bedrijf Nicom Consulting om de Poolse literatuur in binnen- en buitenland te promoten. De prijs wordt toegekend voor een in het voorafgaande jaar in het Pools geschreven literair werk, dat een boek in vrijwel elk genre mag zijn, inclusief autobiografieën, essays en non-fictieboeken (met uitzondering van wetenschappelijke monografieën). Wel moet het bekroonde boek door één auteur zijn geschreven. Tevens kan de prijs niet postuum worden verleend.
De toekenning van de Nike-literatuurprijs verloopt in drie stappen. Een negenkoppige jury nomineert jaarlijks in mei twintig auteurs, waaruit in september zeven finalisten worden aangewezen. De uiteindelijke verkiezing vindt pas plaats op de dag van de uitreikingsceremonie in oktober. De prijswinnaar ontvangt een Nike-beeldje, dat is gemaakt door de Poolse kunstenaar Gustaw Zemła en daarnaast een geldbedrag van 100.000 zloty.
Naast de juryprijs is er ook een Nike-publieksprijs, toegekend op basis van een verkiezing die wordt georganiseerd door de Gazeta Wyborcza. In 2000, 2001 en 2004 werden de juryprijs en de publieksprijs aan dezelfde auteur verleend.

## Winnaars

#### Juryprijs
| Jaar | Winnaar                    | Boek                                                     |
| ---- | -------------------------- | -------------------------------------------------------- |
| 1997 | Wiesław Myśliwski          | Widnokrąg                                                |
| 1998 | Czesław Miłosz             | Piesek przydrożny                                        |
| 1999 | Stanisław Barańczak        | Chirurgiczna precyzja                                    |
| 2000 | Tadeusz Różewicz           | Matka odchodzi                                           |
| 2001 | Jerzy Pilch                | Pod Mocnym Aniołem                                       |
| 2002 | Joanna Olczak-Roniker      | W ogrodzie pamięci                                       |
| 2003 | Jarosław Marek Rymkiewicz  | Zachód słońca w Milanówku                                |
| 2004 | Wojciech Kuczok            | Gnój                                                     |
| 2005 | Andrzej Stasiuk            | Jadąc do Babadag                                         |
| 2006 | Dorota Masłowska           | Paw królowej                                             |
| 2007 | Wiesław Myśliwski          | Traktat o łuskaniu fasoli                                |
| 2008 | Olga Tokarczuk             | Bieguni                                                  |
| 2009 | Eugeniusz Tkaczyszyn-Dycki | Piosenka o zależnosciach i uzależnieniach                |
| 2010 | Tadeusz Słobodzianek       | Nasza klasa                                              |
| 2011 | Marian Pilot               | Pióropusz                                                |
| 2012 | Marek Bieńczyk             | Książka twarzy                                           |
| 2013 | Joanna Bator               | Ciemno, prawie noc                                       |
| 2014 | Karol Modzelewski          | Zajeździmy kobyłę historii. Wyznania poobijanego jeźdźca |
| 2015 | Olga Tokarczuk             | Księgi Jakubowe                                          |
| 2016 | Bronka Nowicka             | Nakarmić kamień                                          |
| 2017 | Cezary Łazarewicz          | Żeby nie było śladów                                     |
| 2018 | Marcin Wicha               | Rzeczy, których nie wyrzuciełem                          |

#### Publieksprijs
| Jaar | Winnaar              | Boek                                        |
| ---- | -------------------- | ------------------------------------------- |
| 1997 | Olga Tokarczuk       | Prawiek i inne czasy                        |
| 1998 | Zygmunt Kubiak       | Mitologia Greków i Rzymian"                 |
| 1999 | Olga Tokarczuk       | Dom dzienny, dom nocny                      |
| 2000 | Tadeusz Różewicz     | Matka odchodzi                              |
| 2001 | Jerzy Pilch          | Pod Mocnym Aniołem                          |
| 2001 | Jan T. Gross         | Sąsiedzi                                    |
| 2002 | Olga Tokarczuk       | Gra na wielu bębenkach                      |
| 2003 | Dorota Masłowska     | Wojna polsko-ruska pod flagą biało-czerwoną |
| 2004 | Wojciech Kuczok      | Gnój                                        |
| 2005 | Ryszard Kapuściński  | Podróże z Herodotem                         |
| 2006 | Wisława Szymborska   | Dwukropek                                   |
| 2007 | Mariusz Szczygieł    | Gottland                                    |
| 2008 | Olga Tokarczuk       | Bieguni                                     |
| 2009 | Krzysztof Varga      | Gulasz z turula                             |
| 2010 | Magdalena Grochowska | Jerzy Giedroyc. Do Polski ze snu            |
| 2011 | Sławomir Mrożek      | Dziennik 1962–1969                          |
| 2012 | Andrzej Franaszek    | Miłosz: biografia                           |
| 2013 | Szczepan Twardoch    | Morfina                                     |
| 2014 | Ignacy Karpowicz     | Ości                                        |
| 2015 | Olga Tokarczuk       | Księgi Jakubowe                             |
| 2016 |                      |                                             |
| 2017 |                      |                                             |
| 2018 | Marcin Wicha         | Rzeczy, których nie wyrzuciełem             |